# Метод відображення стоків і джерел
Метод відображення стоків і джерел (рос. метод отражения стоков и источников; англ. reflection method of sources, source-sink method, нім. Abfluss- und Quellereflexionsverfahren n) — метод розв'язування плоских фільтраційних задач, суть якого полягає в наступному:
- 1) щоб визначити вплив розміщеного поблизу свердловини прямолінійного контуру живлення на її дебіт, свердловину дзеркально (на такій самій відстані) відображають у даному контурі в таку саму свердловину з питомою витратою рідини, однаковою за величиною, але протилежною за знаком;

- 2) щоб визначити вплив розміщеної поблизу свердловини прямолінійної непроникної границі на її дебіт, свердловину дзеркально відображають у даній границі в таку саму свердловину з питомою витратою рідини, однаковою за величиною і знаком, а відтак в обох випадках розглядають одночасну роботу реальної (дійсної, вхідної) й відображеної (фіктивної, уявної) свердловин за методами стоків і джерел та суперпозицій.